# Vireo swainsonii
El vireo gorjeador occidental (Vireo swainsonii) es una especie (o subespecie, dependiendo del autor considerado) de ave paseriforme, perteneciente al numeroso género Vireo de la familia Vireonidae. Anida en el oeste de América del Norte y migra hacia México y América Central en los inviernos boreales.

## Distribución y hábitat
Se distribuye por Canadá, Estados Unidos, México, El Salvador, Guatemala, Honduras y Nicaragua.
Su hábitat preferencial reproductivo consiste de bosques templados y humedales, o terrenos cercanos a cursos permanentes de agua. Durante la invernada prefiere bosques húmedos montanos tropicales y subtropicales.

## Sistemática

### Descripción original
La especie V. swainsoni fue descrita por primera vez por el ornitólogo estadounidense Spencer Fullerton Baird en 1858 bajo el nombre científico Vireo swainsonii.

### Taxonomía
Ha sido incluida como subespecie de Vireo gilvus. Algunos autores tratan a la subespecie nominal V. gilvus gilvus  como una especie única monotípica: vireo gorjeador oriental, mientras las otras cuatro subespecies agrupadas en el grupo swainsoni formarían la presente especie separada; se alega un grado de aislamiento reproductivo de los dos taxones en una zona de sobreposición en el sur de Canadá (Alberta); son necesarios más estudios. Las subespecies propuestas leucopolius, descrita desde el oeste de Estados Unidos (montañas Warner, en el sureste de Oregón), considerada sinónimo de swainsoni; petrorus (desde Wyoming) y connectens (desde Chilpancingo, en Guerrero, en el suroeste de México) ambas resumidas en brewsteri.

### Subespecies
- Vireo swainsonii swainsoni Baird, 1858 - anida desde el sureste de Alaska y oeste de Canadá (al sur el sur de Yukón, suroeste de la región del Mackenzie y oeste de Alberta) hacia el sur por el oeste de Estados Unidos (al este hasta el norte de Montana) hasta el suroeste de California; migra al oeste y sur de México, Guatemala, Honduras y oeste de Nicaragua.
- Vireo swainsonii brewsteri (Ridgway, 1903) - anida en las Montañas Rocosas desde el suroeste de Montana y sur de Idaho al sur a través del suroeste de Texas hasta el oeste de México (al sur hasta el centro sur de Oaxaca); inverna en México.
- Vireo swainsonii victoriae Sibley, 1940 - anida en la región del Cabo San Lucas en Baja California (oeste de México, Sierra de la laguna); área de invernada desconocida.
- Vireo swainsonii sympatricus (Phillips, AR, 1991) - centro de México (norte y centro este de Puebla).